# Flexdorf

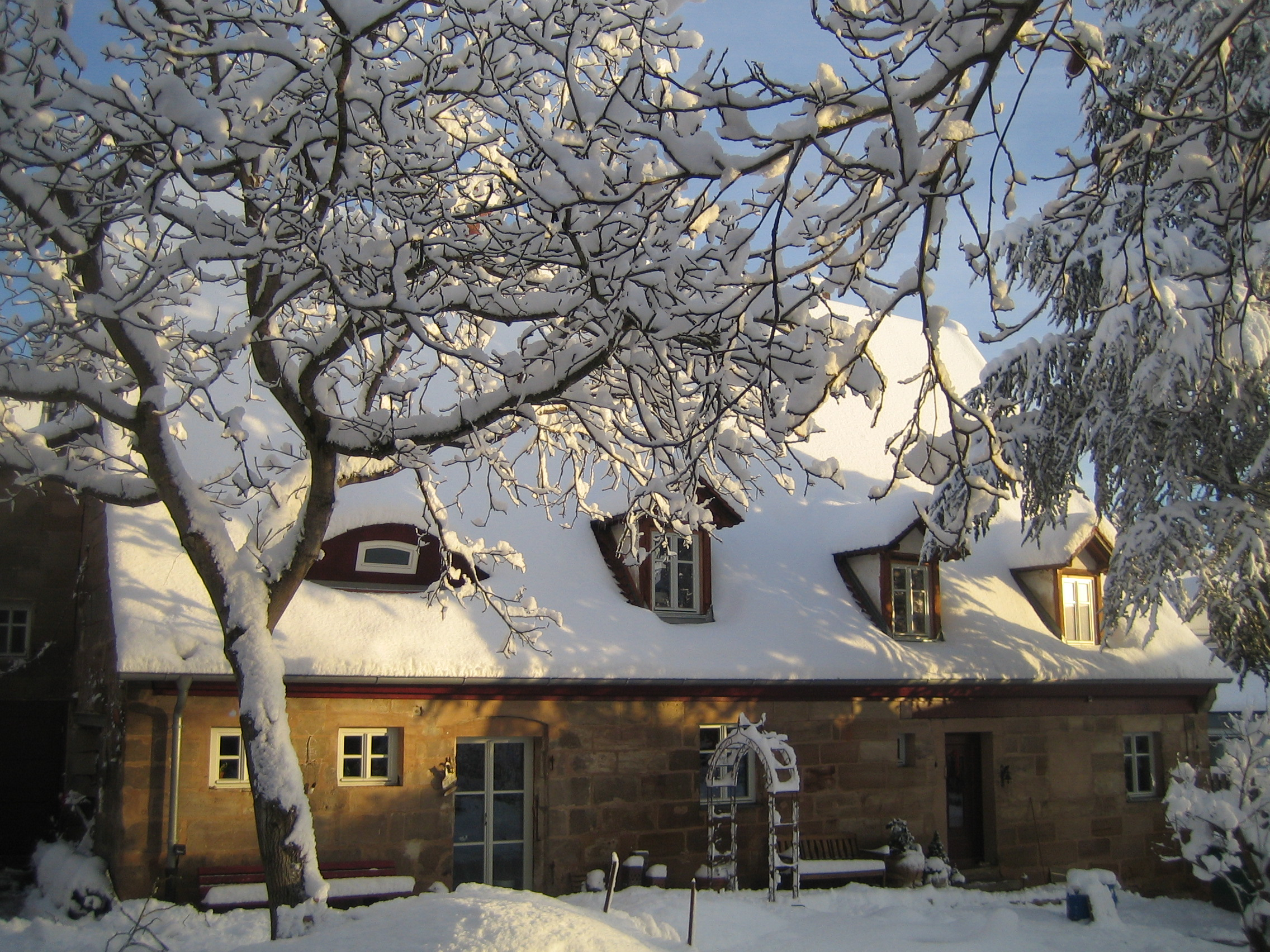
Flexdorfer Straße 30: Bauernhof

Flexdorf (fränkisch: Flegs-doaf) ist ein Gemeindeteil der kreisfreien Stadt Fürth (Mittelfranken, Bayern). Flexdorf liegt in der Gemarkung Vach.

## Geographie
Das Dorf liegt im nördlichen Stadtgebiet am linken Ufer der Zenn. Der Main-Donau-Kanal führt am östlichen Ortsrand vorbei. Am Nordwesten grenzt das Flurgebiet Steingäßlein an. Eine Gemeindeverbindungsstraße verläuft nach Vach zur Kreisstraße FÜs 1 (0,7 km nordöstlich). Eine weitere Gemeindeverbindungsstraße verläuft nach Ritzmannshof (1,4 km östlich) bzw. zu einer Gemeindeverbindungsstraße bei Vach (1,4 km nördlich).

## Geschichte
Der Ort wurde 1276 als „Flechsdorf“ erstmals urkundlich erwähnt. Das Bestimmungswort des Ortsnamens kann das althochdeutsche Wort „flëch“ (Landstrich, Platz, Stelle) sein oder aber auch der Familienname Fleck. 1326 verkauften die Herren von Hohenlohe-Brauneck mit der Herrschaft Gründlach auch die Flexdorfer Mühle an die Nürnberger Burggrafen. Ab 1342 gelangte das Dorf in den Besitz von Nürnberger Bürgern und Stiftungen, darunter das Heilig-Geist-Spital und das Landalmosenamt. 
Gegen Ende des 18. Jahrhunderts gab es in Flexdorf 7 Anwesen. Das Hochgericht übte das brandenburg-ansbachische Stadtvogteiamt Langenzenn aus. Grundherren waren die Reichsstadt Nürnberg: Landesalmosenamt (1 Hof, 1 Mühle), Spitalamt (2 Höfe) und die Nürnberger Eigenherren von Haller (1 Gut), von Kreß (1 Gut) und von Oelhafen (1 Gut). Die Dorf- und Gemeindeherrschaft hatten die Grundherren im Wechsel.
Von 1797 bis 1808 unterstand der Ort dem Justiz- und Kammeramt Cadolzburg. Im Rahmen des Gemeindeedikts wurde Flexdorf dem 1808 gebildeten Steuerdistrikt Vach und der im selben Jahr gegründeten Ruralgemeinde Vach zugeordnet.
Im Zuge der Gebietsreform in Bayern wurde Flexdorf am 1. Juli 1972 ein Gemeindeteil der Stadt Fürth.

### Baudenkmäler
In Flexdorf gibt es zwei Baudenkmäler:
- Flexdorfer Straße 30: Bauernhof
- Flexdorfer Straße 34: Stall und Scheune

### Einwohnerentwicklung
| Jahr      | 001818 | 001840 | 001861 | 001871 | 001885 | 001900 | 001925 | 001950 | 001961 | 001970 | 001987 |
| Einwohner | 69     | 58     | 57     | 53     | 56     | 48     | 48     | 73     | 62     | 74     | 97     |
| Häuser    | 6      | 7      |        |        | 6      | 8      | 7      | 10     | 12     |        | 29     |
| Quelle    | [ 12 ] | [ 13 ] | [ 14 ] | [ 15 ] | [ 16 ] | [ 17 ] | [ 18 ] | [ 19 ] | [ 20 ] | [ 21 ] | [ 1 ]  |

## Religion

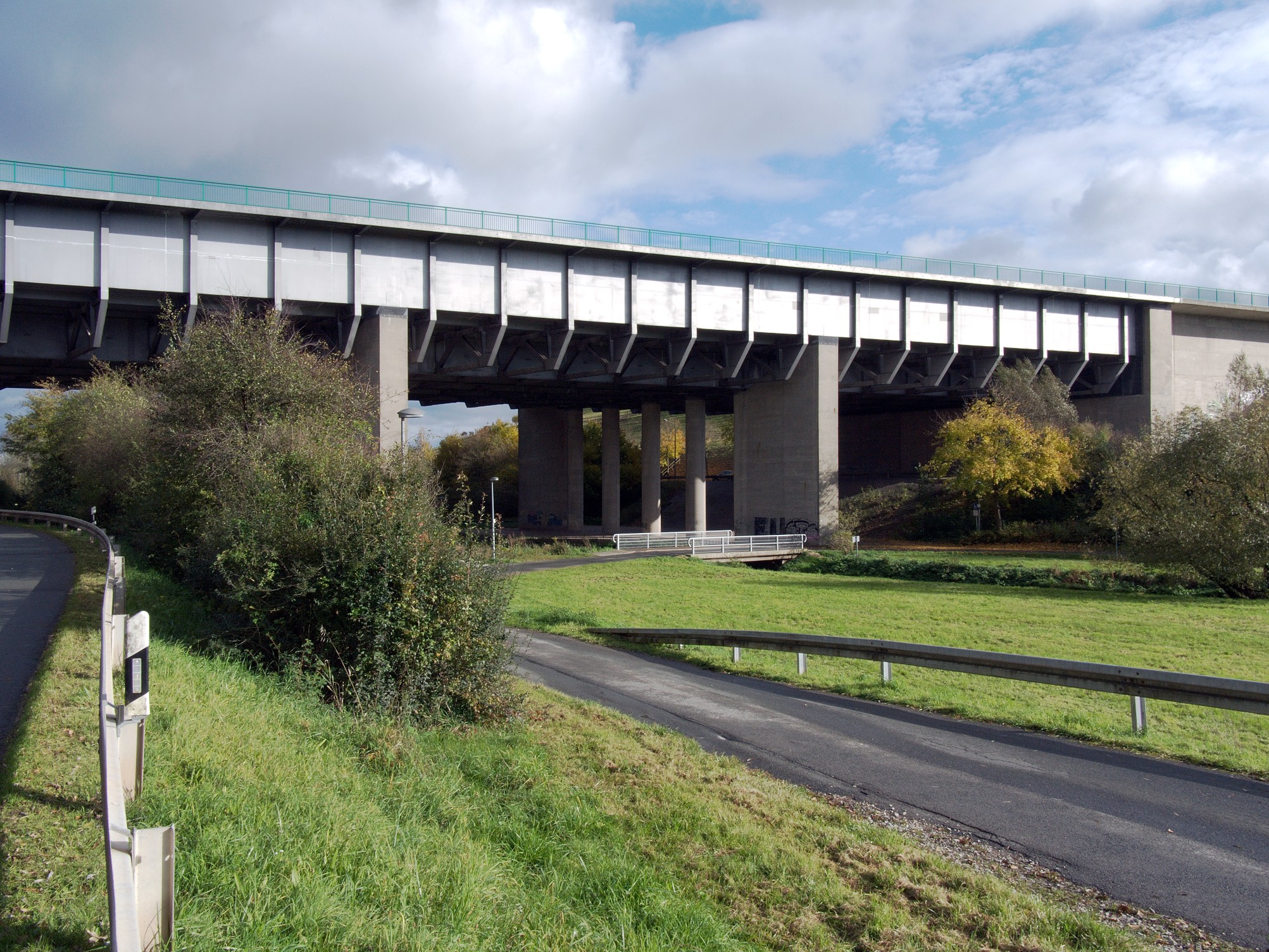
Trogbrücke des Main-Donau-Kanales über die Zenn (2010)

Der Ort ist seit der Reformation evangelisch-lutherisch geprägt und bis heute nach St. Matthäus (Vach) gepfarrt. Die Katholiken sind nach Herz Jesu (Mannhof) gepfarrt.